# 27776 Cortland
27776 Cortland è un asteroide della fascia principale. Scoperto nel 1992, presenta un'orbita caratterizzata da un semiasse maggiore pari a 1,9186715 UA e da un'eccentricità di 0,0868777, inclinata di 21,03683° rispetto all'eclittica.